# Crystal Castles (игра)
Crystal Castles — аркадная компьютерная игра, выпущенная Atari, Inc в 1983 году. Игрок управляет мультипликационным медведем по имени «Медведь Бентли» (англ. Bentley Bear), который должен собрать драгоценные камни, разбросанные по замкам, отрисованным в триметрической проекции, избегая врагов, которые стремятся поймать его и захватить камни.
Crystal Castles известна тем, что это одна из первых аркадных игр, которую можно пройти до конца. Большая часть игр того времени продолжалась бесконечно, заканчиваясь так называемым «убийственным экраном», либо начиналась заново с первого уровня. Также в этой игре были зоны перехода, позволявшие перейти к следующим уровням.

## Игровой процесс
В игре Crystal Castles девять уровней, на каждом из которых 4 замка, и десятый уровень с одним замком, очистка которого завершает игру. Каждый из 37 замков, отрисованных в триметрической проекции, состоит из лабиринта коридоров, наполненных драгоценными камнями и бонусными объектами, а также лестниц, лифтов и туннелей, которые игрок может использовать в качестве короткого пути. Трёхбуквенные инициалы игрока с наивысшим достижением определяют структуру первого замка. Когда собраны все алмазы в замке, игрок переходит к следующему. Игрок может пропустить некоторые замки, получить дополнительные жизни и очки, использовав секретные зоны перехода, которые активируются прыжком Медведя Бентли в определённом месте.
Для управления движениями персонажа используются трекбол и кнопка прыжка. Драгоценные камни собираются проходом по ним, бонусные очки выдаются за сбор последнего камня. В игре присутствуют различные враги, которые пытаются остановить персонажа и/или собрать камни самостоятельно. Прикосновение к врагу приводит к потере жизни. Если враги собирают камни, это уменьшает число очков, которые может получить игрок на этом уровне. Если последний камень забирает враг, игрок теряет бонус, который мог бы за него получить.
Столкновения с врагами можно избежать, используя лабиринт и объекты в нём, или перепрыгнув через врагов кнопкой прыжка, что в некоторых случаях также оглушает их. Некоторые враги следуют за движениями игрока определённым образом, а другие движутся случайным образом. Если персонаж прикасается к врагу, он «кричит» с использованием облачка для слов. Если у него остаются 3 жизни и более, он говорит «Пока!» («Bye!»), если 2 жизни — «OH NO!»; если одна — «OUCH!»; наконец, потеря последней жизни (заканчивающая игру), приводит к появлению реплики «#?!», имитирующей ругательство.

## Порты
Crystal Castles была портирована на различные домашние компьютеры и игровые приставки:
- Apple II.
- Atari 2600.
- Atari 8-bit.
- Atari ST.
- Commodore 64.
- BBC / Acorn Electron.
- ZX Spectrum.
- Amstrad CPC.
- PC, PlayStation и Dreamcast — как часть Atari Anniversary.
- Windows, Xbox, и PlayStation 2 — как часть Atari: 80 Classic Games in One! (2003) и Atari Anthology (2004).
- Xbox 360 и Windows — как часть Game Room (2010).